# Gabi Huber
Pour les articles homonymes, voir Gaby Huber pour la joueuse de tennis.
Pour les articles homonymes, voir Huber.
Gabi Huber, née le 29 février 1956 à Schattdorf (originaire d'Altdorf UR), est une personnalité politique suisse du canton d'Uri, docteure en droit, membre du Parti libéral-radical, conseillère nationale de 2003 à 2015, présidente du groupe PLR aux Chambres de 2008 à 2015.

## Biographie
Gabi Huber naît Gabriela Alice Huber le 29 février 1956 à Schattdorf, dans le canton d'Uri. Elle est la fille de Franz Huber, entrepreneur dans le domaine des huiles minérales de chauffage à Altdorf (UR) et d'Alice Huber (née Huber).
Elle fréquente la Kantonale Mittelschule Uri (de) à Altdorf, tenue par une communauté marianiste, de 1969 à 1976. Elle choisit l'université de Fribourg en 1976 pour ses études de droit, qu'elle conclut en 1980. En 1981, elle obtient son brevet d'avocate et de notaire dans le canton d'Uri. Elle effectue par la suite une formation à l'université Columbia à New York.
En 1982, elle devient la première femme à ouvrir une étude à son nom dans le canton d'Uri.
En 1990, elle obtient le titre de docteur en droit, en soutenant une thèse dans le domaine du droit matrimonial.
En marge de ses activités en tant qu'avocate et notaire, elle est procureure des mineurs suppléante du canton d'Uri entre 1984 et 1995.

## Parcours politique
Gabi Huber intègre le Parti radical-démocratique uranais en 1984.

### Mandats cantonaux
Son premier mandat électif est celui au sein du conseil d'aide sociale (« Fürsorgerat ») d'Altdorf, où elle siège entre janvier 1987 et décembre 1993 et dont elle assume la présidence en 1992 et 1993.
Elle entre au Grand Conseil uranais (« Landrat ») en 1988 et y siège pendant deux législatures jusqu'en 1996. La même année, elle devient la première femme élue conseillère d'État du canton, où elle dirige le département des finances. En cette qualité, elle est vice-présidente de la Conférence des gouvernements de Suisse centrale entre 2000 et 2003 et présidente de la Conférence des directeurs des finances de Suisse centrale entre 2001 et 2004.
En 2002, elle devient pour deux ans la première femme Landamman d'Uri. En mai 2004, elle quitte le gouvernement cantonal uranais, où la représentation féminine continue à être assurée par la démocrate-chrétienne Heidi Z'graggen.
Dans sa carrière cantonale, elle est considérée comme une pionnière.

### Mandat au Conseil national
Elle fait son entrée sur la scène politique fédérale en 2003, quand elle est la première femme à être élue conseillère nationale du canton d'Uri,. Elle succède à Franz Steinegger. Elle siège à la Chambre du peuple jusqu'en 2015. Elle est membre sans interruption de la Commission des affaires juridiques (CAJ), qu'elle préside entre décembre 2007 et décembre 2009. Elle siège aussi à la Commission judiciaire de l'Assemblée fédérale (CJ) entre 2003 et 2007 puis à la Commission des transports et des télécommunications (CTT) de 2007 jusqu'à la fin de son mandat.
Elle est réélue en 2007 et 2011.
En septembre 2014, elle annonce ne pas vouloir se représenter pour son siège au Conseil national pour les élections fédérales de 2015 et quitter la politique.
Le DHS lui retient comme œuvre principale une contribution dans la réorganisation du système de péréquation financière.

### Chef du groupe PLR aux Chambres
Le 18 décembre 2007, elle est élue à la présidence du groupe libéral-radical (RL) et succède à Felix Gutzwiller à la suite de l'élection de ce dernier au Conseil des États[pas clair]. Elle n'entre officiellement en fonction que début mars 2008, mais tient les rênes du groupe depuis son élection. Elle est considérée par ses collègues comme une personne très crédible et jouant un rôle intégrateur, qui sait faire des compromis mais diriger quand il le faut. Certains observateurs la décrivent en revanche comme timide envers les personnes qu'elle ne connaît pas, voire sans humour au premier abord ; elle reste toutefois une personne qui capte l'attention quand elle prend la parole à la tribune du Conseil national,.

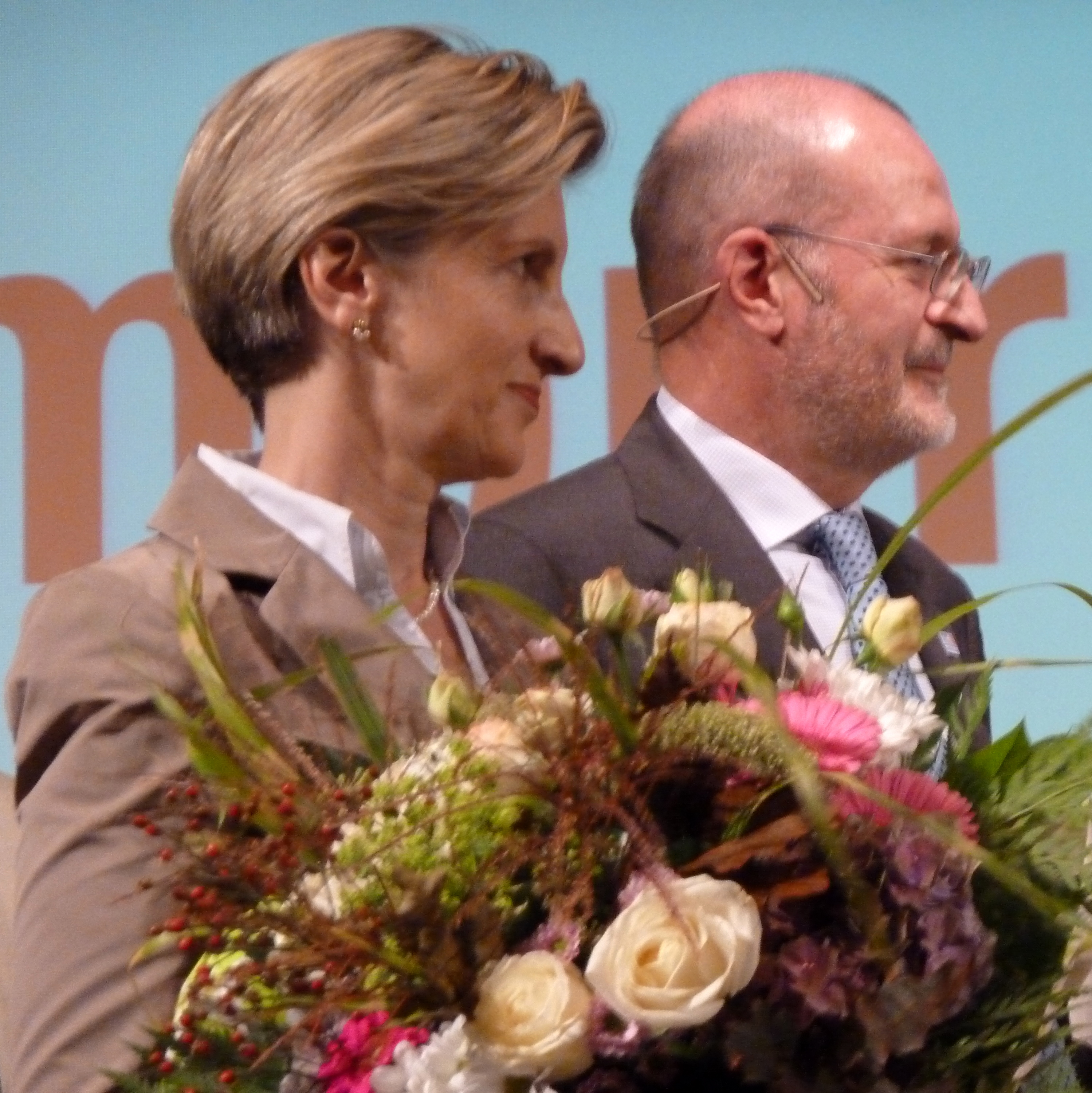
Gabi Huber avec Fulvio Pelli, en 2010.

Lorsque le Parti bourgeois-démocratique est fondé à la suite de l'élection d'Eveline Widmer-Schlumpf au poste de Christoph Blocher au Conseil fédéral en 2007, ce parti ne dispose pas (encore) de groupe parlementaire. Gabi Huber exclut toutefois catégoriquement que la Grisonne ou son collègue bernois Samuel Schmid trouve une place au sein du groupe RL.
Lors de l'élection de remplacement de Samuel Schmid au Conseil fédéral en 2008, elle s'engage pour que le groupe RL vote pour un représentant de l'UDC. En fin de compte, Ueli Maurer succède à Samuel Schmid.
En 2009, lors de la campagne pour le remplacement de Pascal Couchepin au Conseil fédéral, elle préfère que Fulvio Pelli, alors président du PLR, reste à ce poste et ne se présente pas à l'élection au Conseil fédéral.
En 2013, elle dénonce des alliances contre nature (« unheilige Allianzen ») entre le PS et l'UDC, mentionnant la 6e révision de l'assurance-invalidité.
Elle est louée en 2014 par le président du PLR, Philipp Müller, comme remarquable (« hervorragende ») chef de groupe. La même année, le Tages-Anzeiger lui attribue les qualificatifs de « Dame de fer » (en référence à Golda Meir et Margaret Thatcher) et de sphinx. La Weltwoche utilise aussi le terme de « Dame de fer » pour la décrire en 2016.

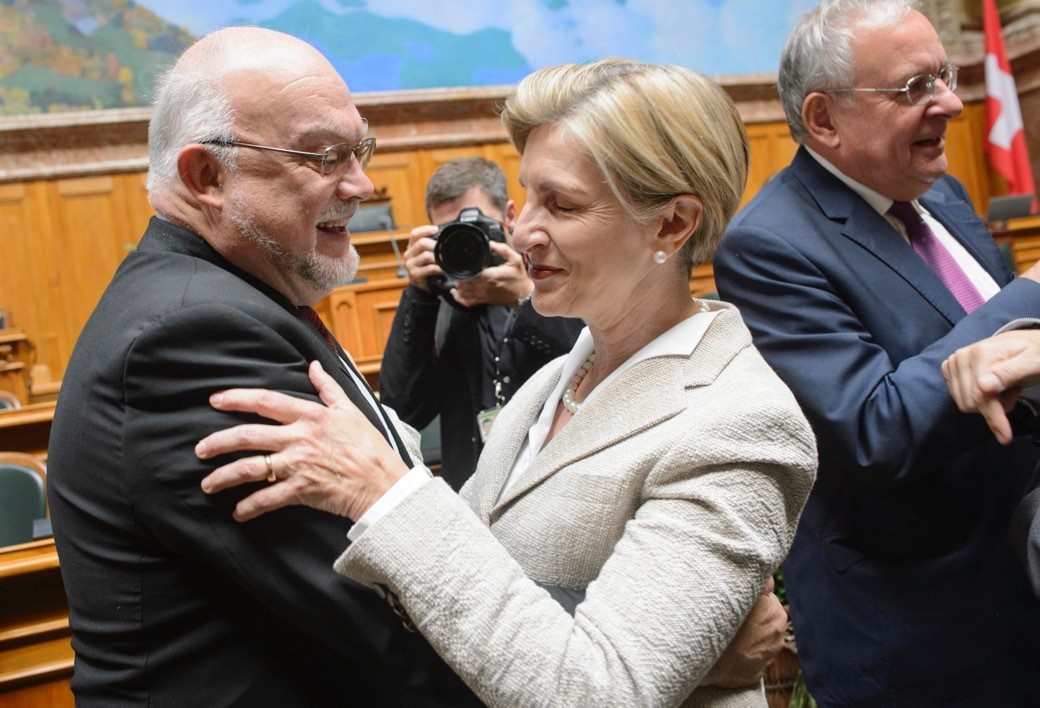
Gabi Huber avec Ruedi Lustenberger, le dernier jour de la 49e législature du Conseil national.

À la fin de sa carrière, on lui attribue le fait d'avoir soudé les votes du PLR pendant sa présidence du groupe RL. Adrian Amstutz, son homologue UDC, affirme qu'ils s'entendent bien. D'autres médias la considèrent comme sévère avec les membres du groupe qui poursuivent des intérêts propres ou ceux des lobbys.
Ignazio Cassis lui succède à la présidence du groupe RL après les élections fédérales de 2015.

### Positions au sein du PRD puis du PLR
Entre 2006 et 2008, elle est vice-présidente du Parti radical-démocratique suisse.
Elle soutient la fusion entre le PRD et le Parti libéral pour former un nouveau parti: le Parti libéral-radical.
En 2013, elle se prononce contre l'initiative Minder.
Sur l'ensemble de la 48e législature de l'Assemblée fédérale suisse, elle fait un score de +2,2 dans le baromètre annuel des parlementaires fédéraux effectué par l'institut de sondage Sotomo, au centre-gauche du groupe parlementaire. Son score varie peu les années suivantes (+2,0 en 2012, +2,2 en 2013 et 2014).

## Mandats
Depuis son retrait de la politique, elle siège dans plusieurs conseils d'administration, dont celui des Salines Suisses et de UBS Switzerland. Elle est aussi membre du comité directeur du conseil de fondation de la Rega, 
Elle siège également depuis 2016 dans le comité d'experts (« publizistischer Beirat ») de la NZZ. Sa nomination intervient après la démission de Karin Keller-Sutter du même conseil.